# Sceau-Saint-Angel
Sceau-Saint-Angel, okzitanisch Vers Ceus Sent Angeu, ist eine französische Gemeinde mit 126 Einwohnern (Stand 1. Januar 2022) im Norden des Départements Dordogne in der Region Nouvelle-Aquitaine. Sie gehört zum  Arrondissement Nontron, zum Kanton Périgord Vert Nontronnais und zum Gemeindeverband Périgord Nontronnais. Die Einwohner werden als Scellois bzw. Scelloises bezeichnet.

## Etymologie
Saint-Angel bzw. Sent Angeu leitet sich vom Heiligen Angelus ab. Möglicherweise ist auch der Erzengel Michael gemeint. Die Bezeichnung Sceau ist eine französische Zusammenziehung des okzitanischen Vers (nach, hin) Ceus, wobei Ceus aus dem Lateinischen Cellis (Klosterzellen) hervorgegangen sein dürfte.

## Geographie

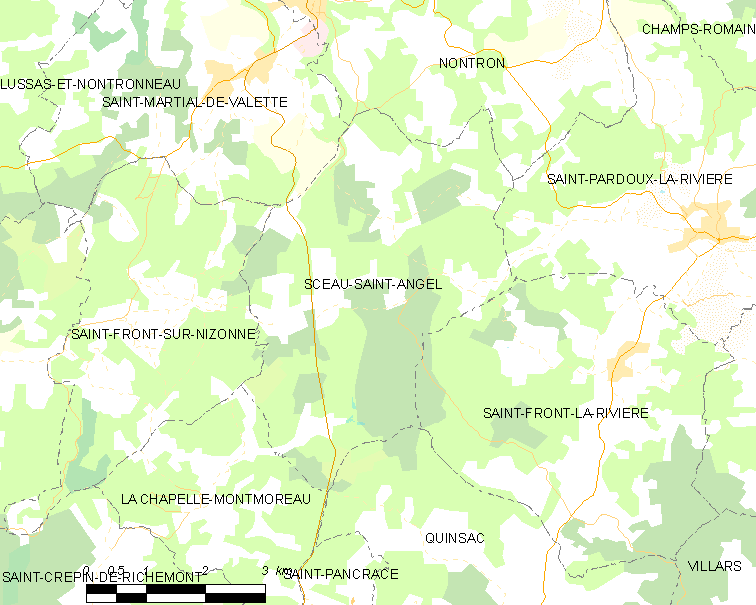
Lagekarte von Sceau-Saint-Angel

Sceau-Saint-Angel liegt knappe sechs Kilometer (Luftlinie) südsüdöstlich von Nontron und vier Kilometer westsüdwestlich von Saint-Pardoux-la-Rivière. Périgueux im Süden ist 33 Kilometer entfernt.
Sceau-Saint-Angel wird von folgenden sieben Nachbargemeinden umgeben:
| Saint-Martial-de-Valette | Nontron                                     | Saint-Pardoux-la-Rivière |
| Saint-Front-sur-Nizonne  | Kompassrose, die auf Nachbargemeinden zeigt | Saint-Front-la-Rivière   |
| La Chapelle-Montmoreau   |                                             | Quinsac                  |

Zum Gemeindegebiet von Sceau-Saint-Angel gehören folgende Weiler, Gehöfte, ein Schloss und Geländepunkte:
Argentine, Battelière, Beauvoir, Bellegarde, Bois Coupé, Bois de l’Age, Bois des Biches, Bois des Cocus, Brissonneau, Broillac, Château de l'Age, Courrière, Garreloup, Grand Clos, Jayac, L’Abîme, La Bure, La Croix de Nadaillac, La Croix des Chemins, La Grésille, La Pouyade, La Sacaude, Lage, Laglant, Le Caillou, Le Châtaignier, Le Grand Mazerat, Le Jardin Anglais, Le Petit Clos, Le Petit Mazerat, Le Pouyaud, Les Garennes, Les Taillis de la Grézille, Morelière, Puymezier, Saint-Angel, Sarelière, Sceau, Terme de la Roue, Tourbanier und Vignaud.
Der topographisch tiefste Punkt des Gemeindegebietes liegt mit 157 Metern über dem Meer bei Broillac im Nordosten, der höchste Punkt mit 262 Metern bei Brissonneau im Nordwesten. Die maximale Höhendifferenz beträgt 105 Meter. Sceau befindet sich auf 238 Meter, Saint-Angel auf 208 Meter Meerhöhe.
Der überwiegende Teil des Gemeindegebiets von Sceau-Saint-Angel wird von ausgedehnten Waldungen eingenommen.

### Verkehrsanbindung

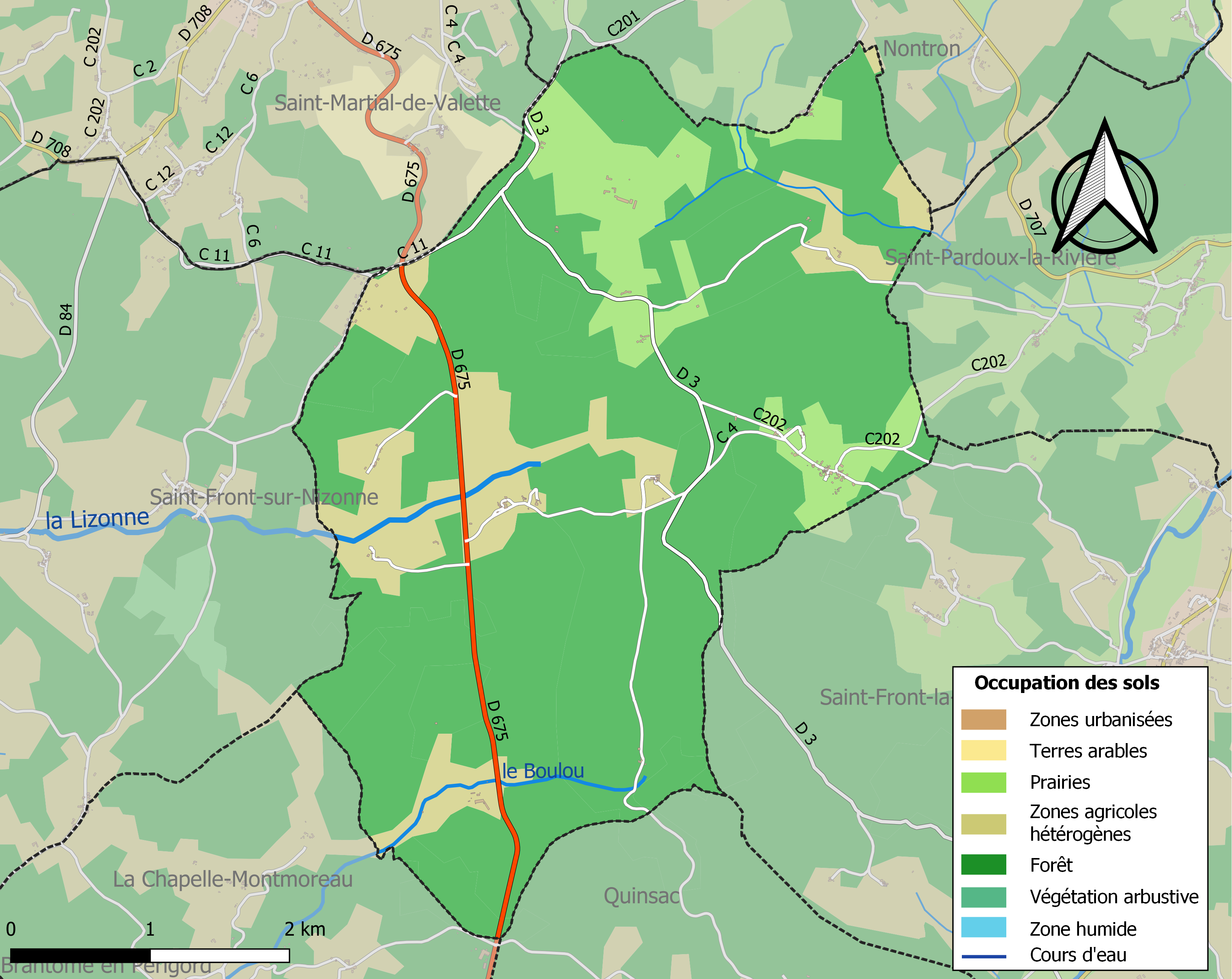
Bodenbedeckung in Sceau-Saint-Angel

Durch den Westteil des Gemeindegebiets von Sceau-Saint-Angel verläuft die D 675 in südlicher Richtung von Nontron nach Brantôme. Ferner quert die D 3 von Nontron nach Villars in Richtung Südost; von ihr zweigt eine Kommunalstraße ab, welche durch den Ortskern Sceau führt und sich dann nach Saint-Front-la-Rivière fortsetzt. Den Ortskern kreuzt ferner eine von Saint-Pardoux heraufkommende Kommunalstraße, die anschließend eine Querverbindung zur D 675 herstellt. Von letztgenannter Kommunalstraße besteht ein Abzweig bei Garreloup nach Saint-Angel und weiter nach Quinsac.
Durch den Nordteil der Gemeinde führte einst die mittlerweile stillgelegte Bahnstrecke Quéroy-Pranzac–Thiviers.

### Bodenbedeckung
Die Bodenbedeckung der Gemeinde Sceau-Saint-Angel schlüsselt sich im Jahr 2018 gemäß der europäischen Datenbank CORINE Land Cover (CLC) wie folgt auf:
- Wälder – 76,2 %
- heterogene landwirtschaftliche Nutzung – 13,6 %
- Wiesen – 10,2 %

Die forstwirtschaftliche Nutzung steht eindeutig im Vordergrund. Der Anteil der Waldflächen hat sich seit 1990 nicht verändert.

## Klima
Sceau-Saint-Angel besitzt ein abgeschwächtes ozeanisches Klima, das sich durch folgende Parameter auszeichnet:
| Klimaparameter im Zeitraum 1971-2000 - Jahresmittel: 11,9 °C - Anzahl der Tage unter −5 °C: 3,0 - Anzahl der Tage oberhalb 30 °C: 6,5 - Maximum im Tages-Temperaturunterschied: 14,9 °C - Jahresniederschlag: 973 mm - Niederschlagstage im Januar: 13,2 - Niederschlagstage im Juli: 7,3 |

Durch den Klimawandel zeichnen sich Erhöhungen im Jahresmittel ab, die sich bereits auch bemerkbar machen. So ist beispielsweise an der Wetterstation am Flughafen von Limoges-Bellegarde das langjährige Jahresmittel von 11,2 °C für 1971-2000 über 11,4 °C für 1981-2010 auf 11,8 °C für 1991-2020 angestiegen – ein Zuwachs um 0,6 °C innerhalb von 20 Jahren.

## Hydrographie

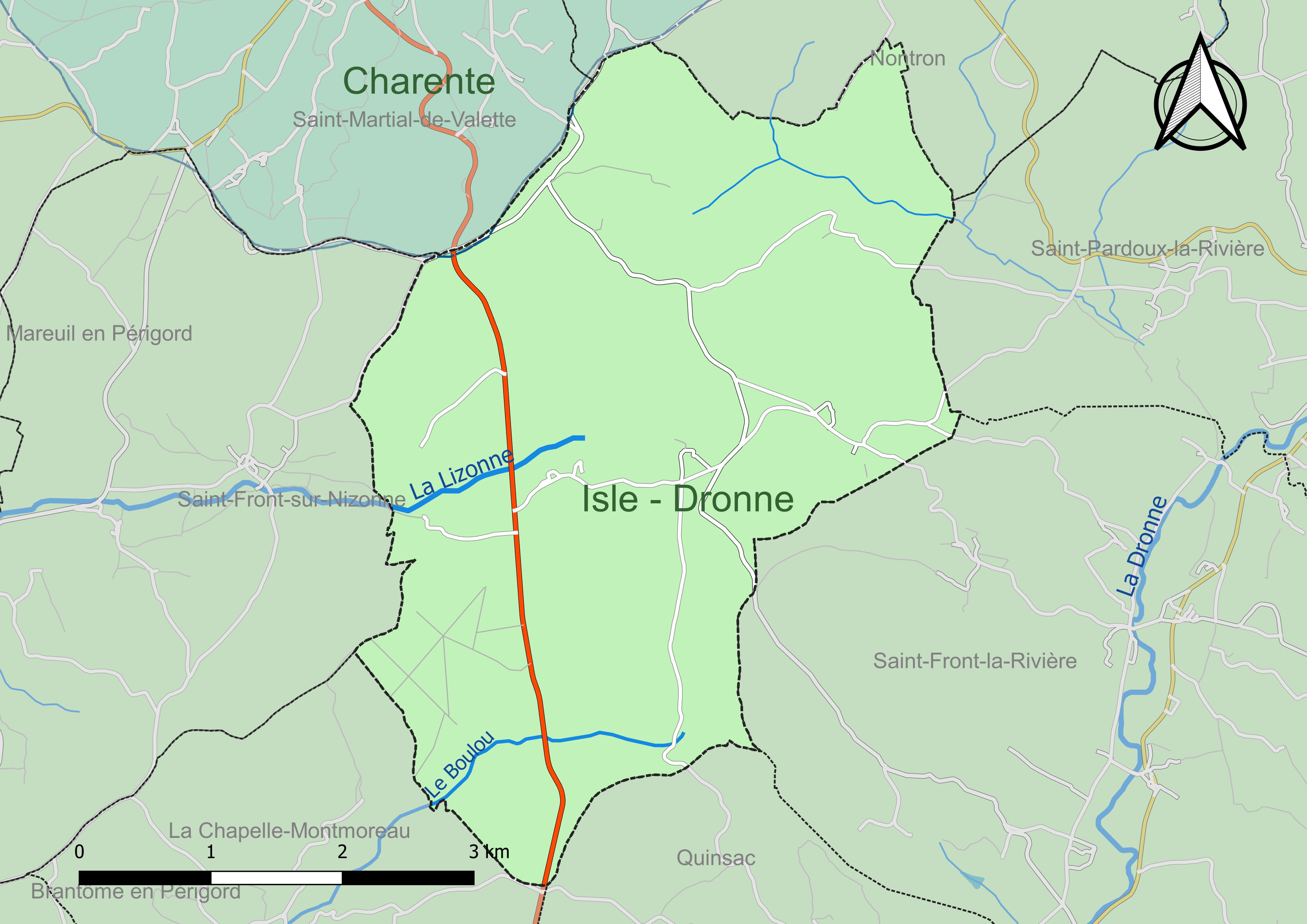
Hydrographische Karte von Sceau-Saint-Angel

Beim Weiler Morelière entspringt die nach Westen abfließende Nizonne. Die Quelle des nach Südwesten entwässernden Boulou befindet sich in unmittelbarer Nähe von Saint-Angel. Ein kleiner Bach, der nördlich von Sarelière entspringt, entwässert den Nordosten der Gemeinde in Richtung Dronne (nach Ostsüdosten). Die Wasserscheide zwischen Nizonne und Boulou einerseits und Dronne andererseits verläuft in etwa mitten durch das Gemeindegebiet. Die Nordwestgrenze der Gemeinde bildet die Wasserscheide zwischen dem zur Charente entwässernden Bandiat und dem Flusssystem Isle-Dronne.

## Geologie

Geologische Karte von Sceau-Saint-Angel

Die Gemeinde Sceau-Saint-Angel befindet sich vollständig auf flach liegenden Sedimenten des nordöstlichen Aquitanischen Beckens, die aber weitgehend von kontinentalem Tertiär verhüllt werden und nur entlang von Flussläufen und deren Hanglagen einzusehen sind.
Der Nordosten des Gemeindegebiets wird vom Lias (Pliensbachium unterhalb von Puymezier – graublaue Dolomite der Formation l5-9), von Kalken (bioklastische Kalke, kryptokristalline Kalke und Oolithkalke) des Doggers (Bajocium der Formation j1b-2a und Bathonium der Formation j2b im gesamten Nordostabschnitt) und von unterstem Malm (Oxfordium bei Le Petit Mazerat, Formationen j2-6(a) und j2-6(b)) unterlagert. Der Dogger kann stellenweise auch rekristallisiert vorliegen, wie beispielsweise um Jayat. 
Unmittelbar unterhalb von Sceau transgrediert Cenomanium (Formation c1-2) über die Jurafolge. Die Oberläufe der Nizonne und des Boulous werden von flach liegenden, oberkreidezeitlichen Schichten des Ligériens gesäumt (Unterturon – Formation c3a). Bei Vignaud steht sogar schon Angoumien (Oberturon – Formation c3b) an. 
Altpleistozänes Alluvium (fluviatilen Ursprungs) und kolluviale Alterite (kontinentale Umlagerungen auf Hanglagen –  Schotter und Sande) über- bzw. verdecken sodann den größten Teil des Gemeindegebiets und maskieren die unterlagernden mesozoischen Sedimente. Fluviatiles Altpleistozän (Formation Fs) findet sich entlang der nordwestlichen Höhenlagen um Brissonneau sowie oberhalb von Sceau. Die kolluvialen Alterite sind entweder Wiederaufarbeitungsprodukte des Mesozoikums (Formation AC) oder des Altpleistozäns(Formation ACF). Sie nehmen die extensiven Höhenrücken der Wasserscheiden ein und werden von Wald bestanden.
In die verästelten Talungen des Boulous bei Saint-Angel wurde Kalkhangschutt aus der Würm-Kaltzeit eingetragen (Formation GP), der Fluss selbst fließt jedoch in holozänem Alluvium (Formation K). Unter dem Kalkhangschutt findet sich auch Sidérolithique des Paläozäns. Holozänes Alluvium liegt im Oberlauf der Nizonne. Eiszeitlicher Kalkhangschutt verfüllt außerdem den Bach an der Nordostgrenze.
Für den Nordostabschnitt werden mehrere Südost-streichende Störungen vermutet, die in etwa parallel zur weiter östlich liegenden Randstörung von Le Puy (Gemeinde Nontron) verlaufen dürften, an welcher das kristalline variszische Grundgebirge (hier Paragneise – ζ1-2) gegenüber den Sedimenten des Aquitanischen Beckens herausgehoben wurde. Das Vorhandensein rekristallisierten Doggers lässt ebenfalls auf Störungen schließen.

## Naturrisiken

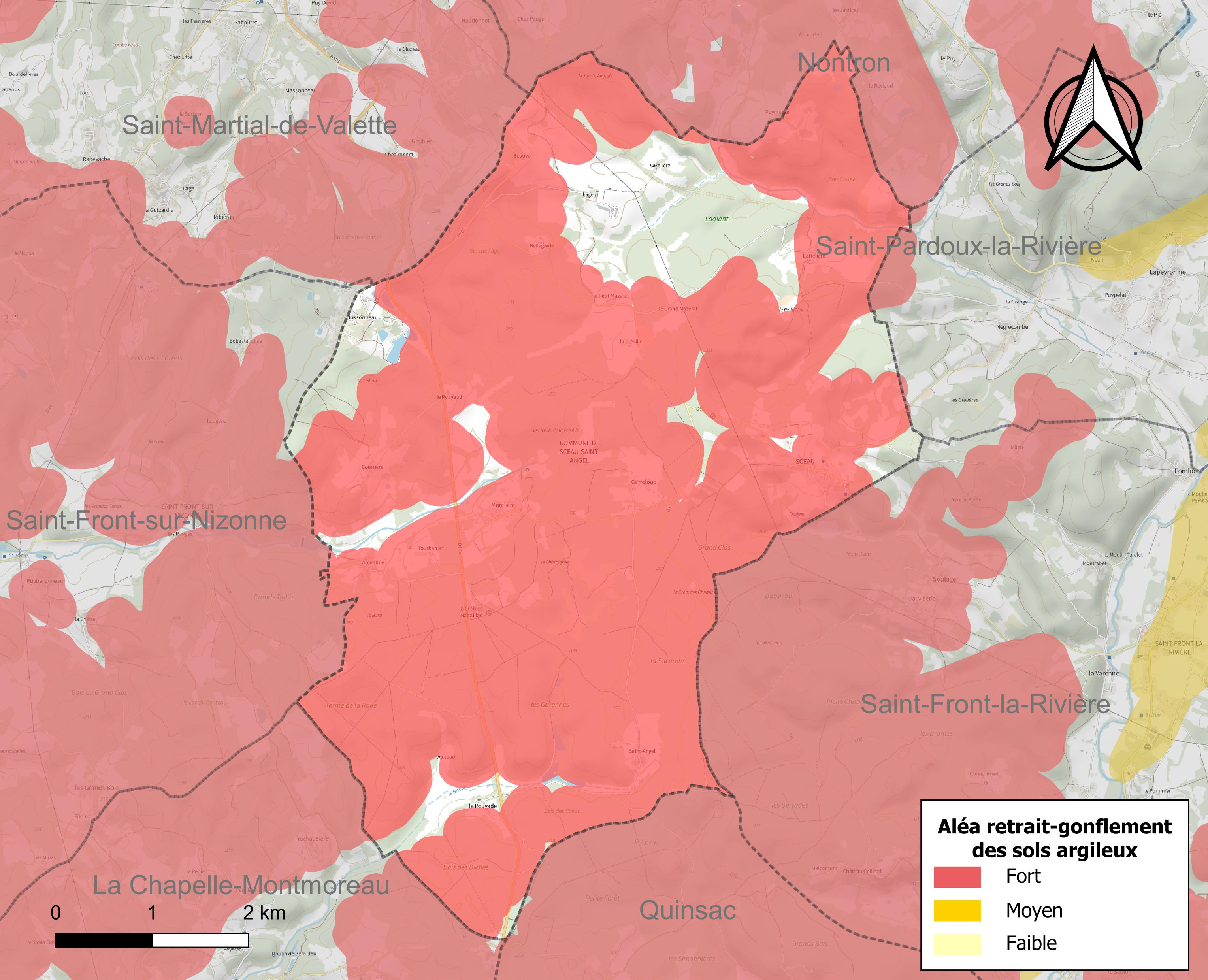
Risikokarte des Quellungs/Schrumpfungsverhältnisses von Tonmineralen in Böden für Sceau-Saint-Angel

Naturrisiken manifestieren sich in Sceau-Saint-Angel als
- Überschwemmungen und den mit ihnen assoziierten Schlammströmen und Hangrutschungen entlang der Flussläufe
- Dürren
- Stürme
- Bodensetzungen.

In den Jahren 1982, 1983 und 1999 kam es aufgrund erhöhter Niederschläge zu Überschwemmungen, größeren Bodenbewegungen und Rutschungen (insbesondere 1999).
Ein herausragendes Wintersturmereignis war das Sturmtief Martin im Dezember 1999, das enorme Schäden an den Wäldern und auch an der Infrastruktur hinterließ. Die Zerstörungen in den Wäldern sind selbst im Jahr 2025 noch zu erkennen.
Wie die Risikokarte zeigt, ist Sceau-Saint-Angel zu 85,2 % seines Gemeindegebietes mittelmäßig bis relativ stark von der Gefahr durch Bodensetzungen betroffen (Durchschnitt im Département Dordogne 58,6 %). Ausgenommen hiervon sind die Talungen des Boulous und der Nizonne sowie die Kalke des Doggers im Nordosten.
Die Erdbebengefahr ist als relativ niedrig einzustufen, am Westrand des Massif Central sind recht seltene Beben der Stärke 3 auf der Richterskala bekannt.

## Ökologie

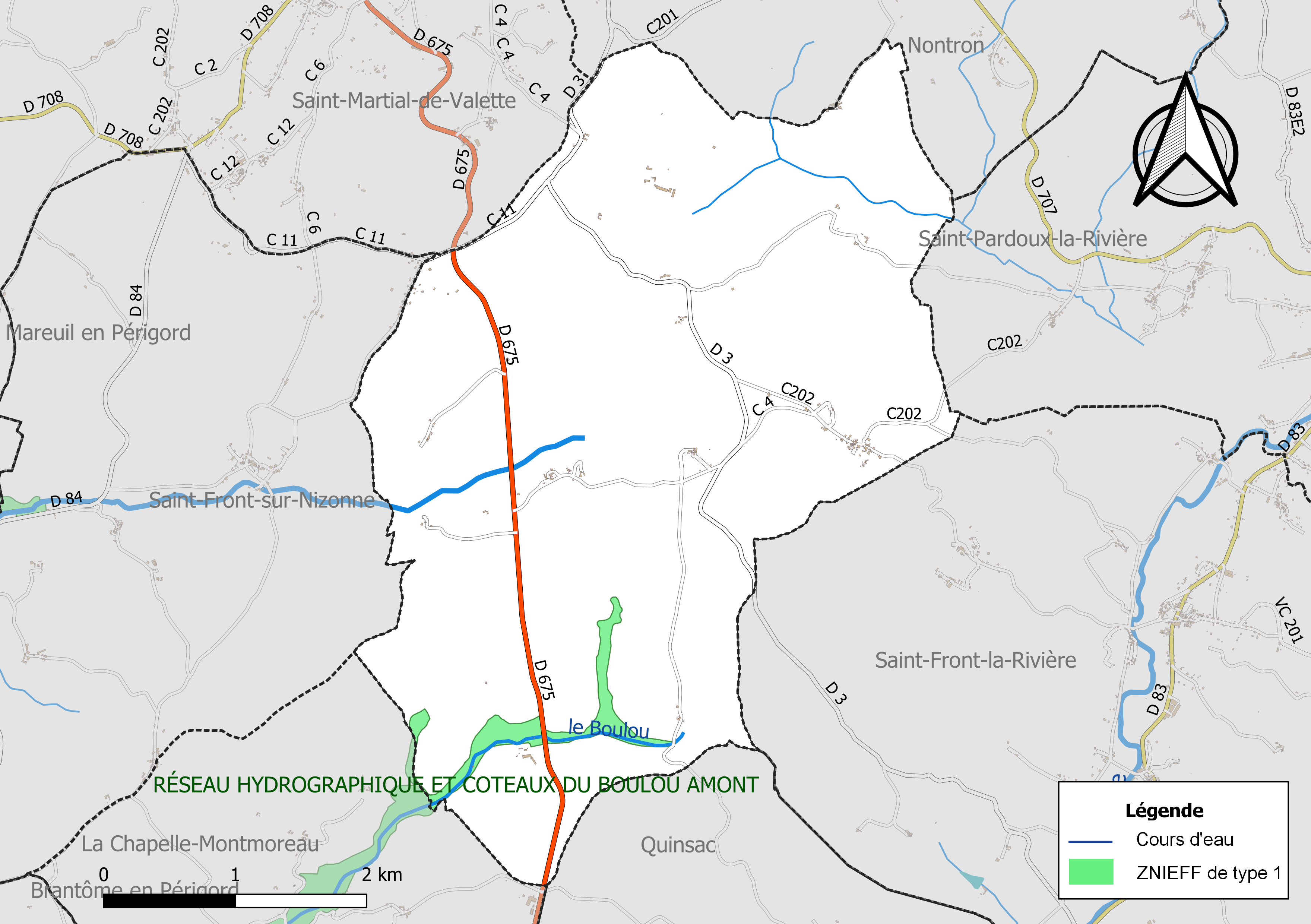
Schutzgebiet des Typus 1

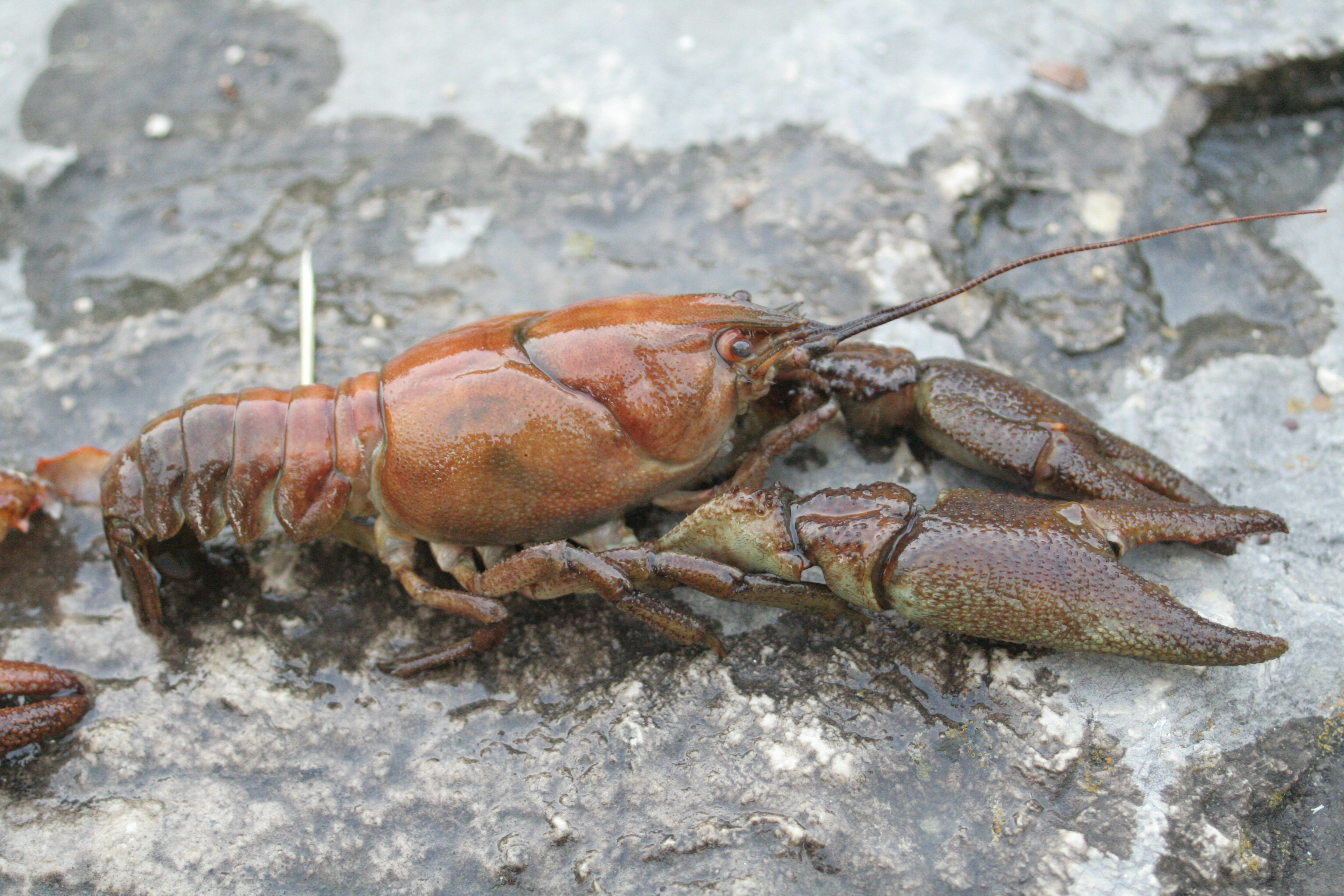
Dohlenkrebs Austropotamobius pallipes

### Naturpark
Die Gemeinde Sceau-Saint-Angel bildet einen integralen Bestandteil des Regionalen Naturparks Périgord-Limousin.

### Schutzgebiete
Die Oberläufe von Boulou und Nizonne mit ihren Feuchtniederungen bilden regional bedeutende Ökotope, die als ZNIEFF (Französisch zone naturelle d'interêt écologique, faunistique et floristique) ausgewiesen wurden. Es bestehen Pläne, den gesamten weiteren Flusslauf des Boulous – bereits eingestuft als ZNIEFF des Typus 2 – gemäß Natura 2000 unter Schutz zu stellen. Auch die Nizonne bildet eine ZNIEFF des Typus 2. 
Der Oberlauf des Boulous – eine ZNIEFF des Typus 1 – zeichnet sich durch hohe Artenvielfalt aus (6 Amphibien, 6 Reptilien, 79 Vögel, 233 Insekten und 10 Pflanzen). Charakteristisch sind die Taxa Dohlenkrebs (Austropotamobius pallipes), Blindschleiche (Anguis fragilis), Grasfrosch (Rana temporaria), Westlicher Schlammtaucher (Pelodytes punctatus), Europäischer Laubfrosch (Hyla arborea), Gelbbauchunke (Bombina variegata) und Marmormolch (Triturus marmoratus), ferner die Insekten Helm-Azurjungfer (Coenagrion mercuriale), Südlicher Kurzgeschwänzter Bläuling (Cupido alcetas), Quendel-Ameisenbläuling (Phengaris arion), Zweigestreifte Quelljungfer (Cordulegaster boltonii), Großer Feuerfalter (Lycaena dispar), Skabiosen-Scheckenfalter (Euphydryas aurinia), Gemeine Ameisenjungfer (Myrmeleon formicarius), Gemeine Keiljungfer (Gomphus vulgatissimus), Fleckenbindiger Halsbock (Pachytodes erraticus), die Schwebfliege Milesia crabroniformis, der Weberbock Musaria rubropunctata, die Zangenlibelle Onychogomphus uncatus, Spiegelfleck-Dickkopffalter (Heteropterus morpheus), Kleiner Schillerfalter (Apatura ilia) und Nachtkerzenschwärmer (Proserpinus proserpina).

## Geschichte
Ältestes Kulturzeugnis in Sceau-Saint-Angel ist die romanische Kirche von Saint-Angel, die jedoch im 18. Jahrhundert baulich verändert wurde. Aus dem 14. Jahrhundert stammt die gotische Kapelle von La Pouyade.
Im Jahr 1868 benannte sich die Gemeinde, die bis dahin nur Saint-Angel hieß, in Sceau-Saint-Angel um (der Ortsteil Sceau ist wesentlich bedeutender als Saint-Angel).

### Bevölkerungsentwicklung
| Jahr | Einwohner |  |
| 1962 | 191       |  |
| 1968 | 192       |  |
| 1975 | 149       |  |
| 1982 | 129       |  |
| 1990 | 122       |  |
| 1999 | 116       |  |
| 2006 | 121       |  |
| 2007 | 121       |  |
| 2008 | 122       |  |
| 2013 | 124       |  |
| 2016 | 123       |  |
| 2017 | 124       |  |
| 2018 | 125       |  |
| 2019 | 127       |  |
| 2022 | 126       |  |

Quelle: INSEE
Die Bevölkerung Sceau-Saint-Angels hat ab 1968 schwere Einbußen erlebt, scheint sich aber ab 1999 wieder zu stabilisieren.
Ihren höchsten Bevölkerungsstand hatte die Gemeinde im Jahr 1841 mit 587 Einwohnern.
Bei einer Fläche von 17,49 Quadratkilometer beträgt die Bevölkerungsdichte 7 Einwohner/km² – die niedrigste im Kanton Périgord Vert Nontronnais.

## Bürgermeister
Bürgermeister von Sceau-Saint-Angel ist seit 2001 der der PCF angehörende Rentner Michel Combeau. Er wurde im Mai 2020 wiedergewählt.

## Präsidentschaftswahlen 2022
| Kandidaten                       | Kandidaten            | Parteien                      | Parteien            | 1. Wahlgang | 1. Wahlgang | 2. Wahlgang | 2. Wahlgang |
| Kandidaten                       | Kandidaten            | Parteien                      | Parteien            | Stimmen     | %           | Stimmen     | %           |
| -------------------------------- | --------------------- | ----------------------------- | ------------------- | ----------- | ----------- | ----------- | ----------- |
|                                  | Emmanuel Macron       | En marche !                   | EM                  | 21          | 27,63 %     | 42          | 60,87 %     |
|                                  | Marine Le Pen         | Front national                | FN                  | 15          | 19,74 %     | 27          | 39,13 %     |
|                                  | Jean-Luc Mélenchon    | Front de gauche               | FDG                 | 16          | 21,05 %     |             |             |
|                                  | Éric Zemmour          | Reconquête                    |                     | 6           | 7,89 %      |             |             |
|                                  | Valérie Pécresse      | Les Républicains              | LR                  | 3           | 3,95 %      |             |             |
|                                  | Jean Lassalle         | Résistons !                   | R                   | 5           | 6,58 %      |             |             |
|                                  | Anne Hidalgo          | Parti socialiste              | PS                  | 1           | 1,32 %      |             |             |
|                                  | Fabien Roussel        | Parti communiste français     | PC                  | 2           | 2,63 %      |             |             |
|                                  | Nicolas Dupont-Aignan | Debout la République          | DLR                 | 2           | 2,63 %      |             |             |
|                                  | Yannick Jadot         | Europe Écologie-Les Verts     | EELV                | 4           | 5,26 %      |             |             |
|                                  | Nathalie Arthaud      | Lutte Ouvrière                | LO                  | 0           | 0,00 %      |             |             |
|                                  | Philippe Poutou       | Nouveau Parti anticapitaliste | NPA                 | 1           | 1,32 %      |             |             |
|                                  |                       |                               |                     |             |             |             |             |
| Gesamt                           | Gesamt                | Gesamt                        | Gesamt              | 76          | 100 %       | 69          | 100 %       |
|                                  |                       |                               |                     |             |             |             |             |
| Gültige Stimmen                  | Gültige Stimmen       | Gültige Stimmen               | Gültige Stimmen     | 76          | 97,44 %     | 69          | 87,34 %     |
| Ungültige Stimmen                | Ungültige Stimmen     | Ungültige Stimmen             | Ungültige Stimmen   | 2           | 2,56 %      | 10          | 12,66 %     |
| Wahlbeteiligung                  | Wahlbeteiligung       | Wahlbeteiligung               | Wahlbeteiligung     | 78          | 78,00 %     | 79          | 79,00 %     |
| Enthaltungen                     | Enthaltungen          | Enthaltungen                  | Enthaltungen        | 22          | 22,00 %     | 21          | 21,00 %     |
| Registrierte Wähler              | Registrierte Wähler   | Registrierte Wähler           | Registrierte Wähler | 100         |             | 100         |             |
|                                  |                       |                               |                     |             |             |             |             |
| Quelle: Ministère de l'Intérieur |                       |                               |                     |             |             |             |             |

Die Präsidentschaftswahlen 2022 in Sceau-Saint-Angel konnte Emmanuel Macron eindeutig für sich entscheiden.

## Wirtschaft

### Beschäftigung
Im Jahr 2015 betrug die erwerbsfähige Bevölkerung zwischen 15 und 64 Jahren 61 Personen bzw. 50,0 % der Gesamtbevölkerung. Seit 2010 ist die Zahl der Arbeitslosen von 2 auf 3 angestiegen und die Arbeitslosenquote liegt somit jetzt bei 4,8 %.

### Unternehmen
Am 31. Dezember 2015 waren 23 Unternehmen in Sceau-Saint-Angel ansässig, davon 9 im Sektor Handel, Transport oder Dienstleistungen, 2 im Sektor Verwaltung, Bildung, Gesundheit oder Soziales, 5 im Baugewerbe, 3 in der Industrie und 4 in Landwirtschaft, Forsten und Fischerei.

## Sehenswürdigkeiten
- Romanische Kirche Saint-Michel in Saint-Angel
- gotische Kapelle aus dem 14. Jahrhundert von La Pouyade
- Château de l'Age
- Beauvoir, ein U-förmiger Bauernhof aus dem 16. Jahrhundert

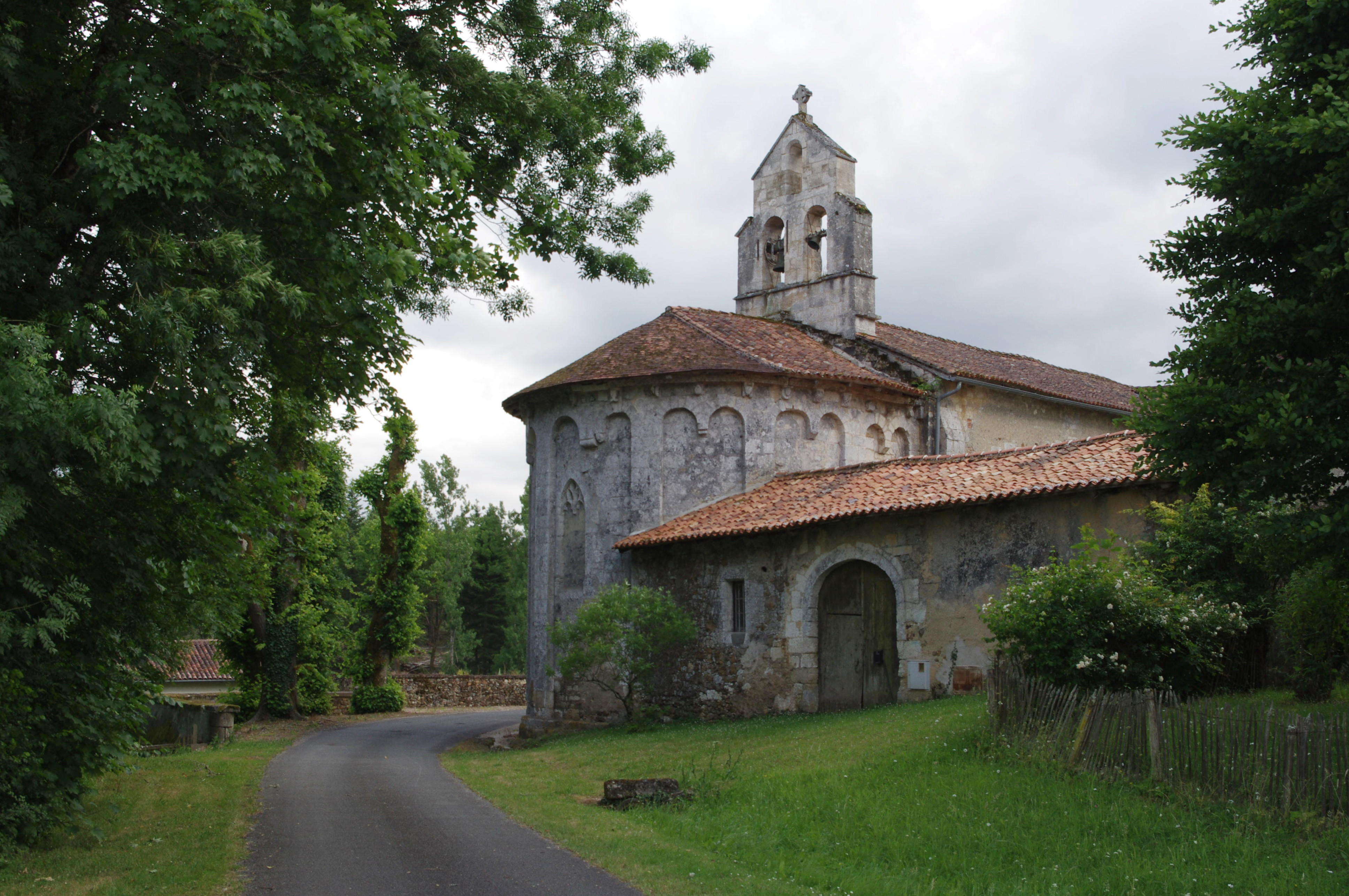
Kirche Saint-Michel in Saint-Angel
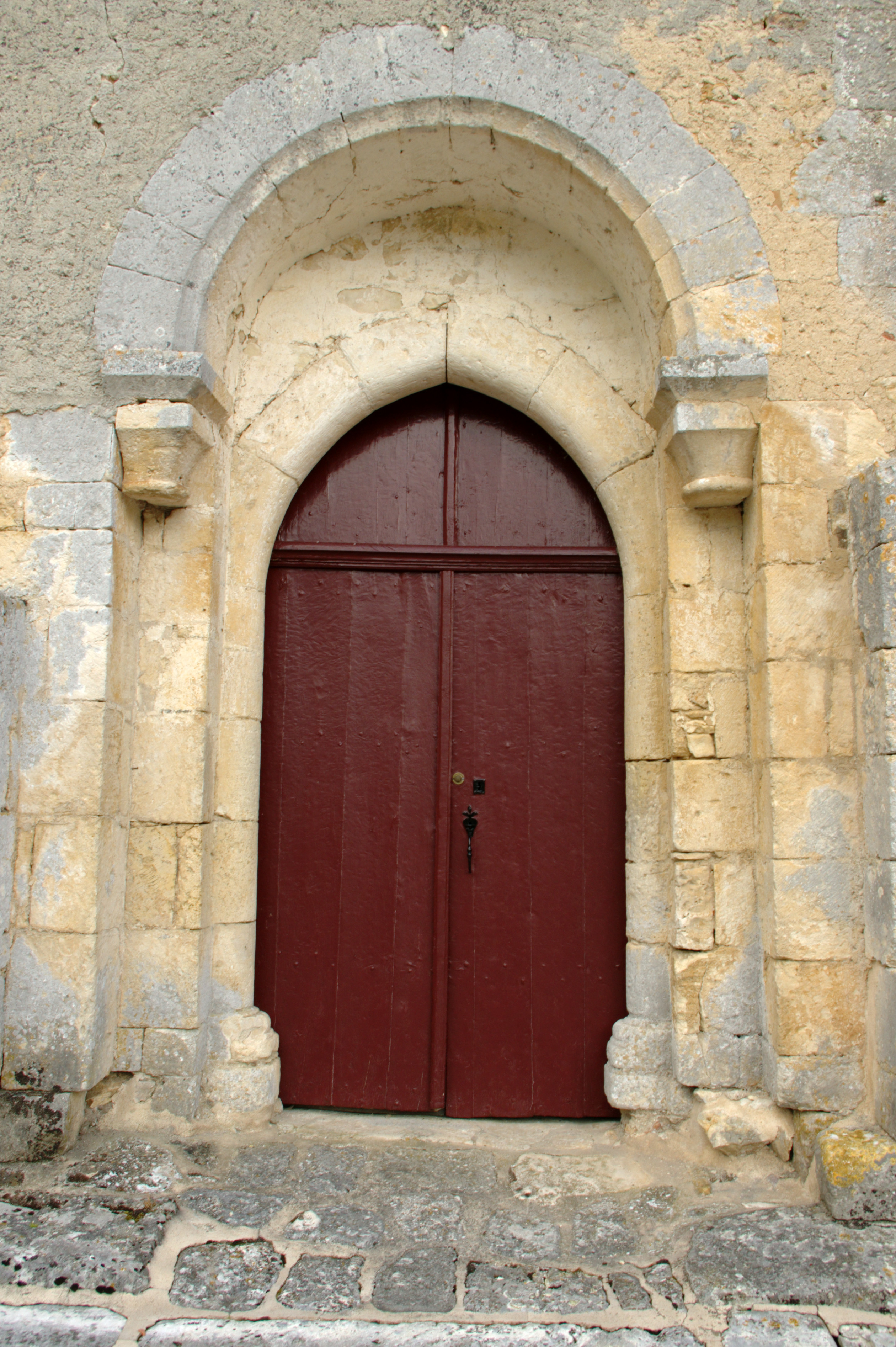
Eingangsportal der Kirche Saint-Michel
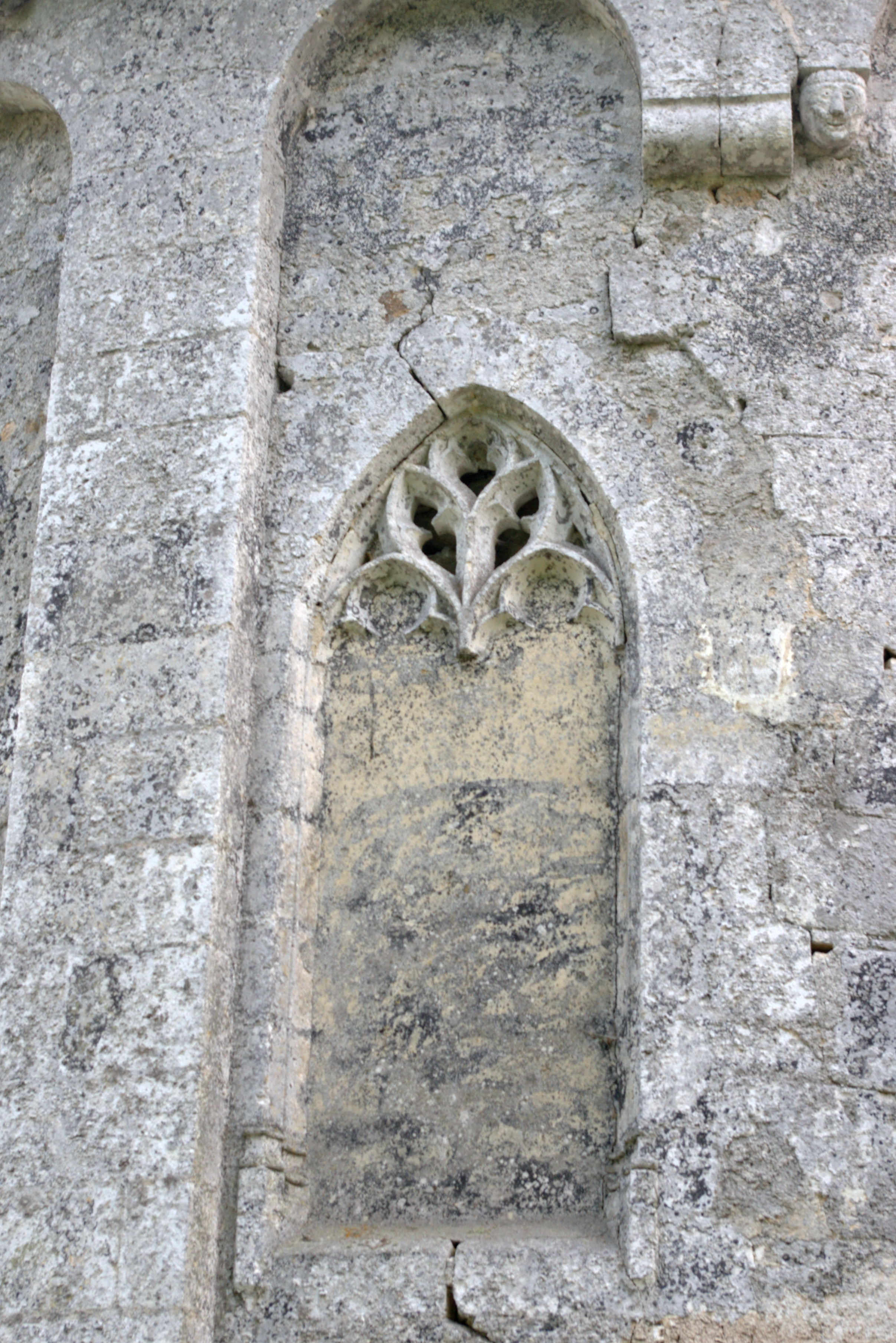
Dekoratives Blindfenster an der Kirche Saint-Michel
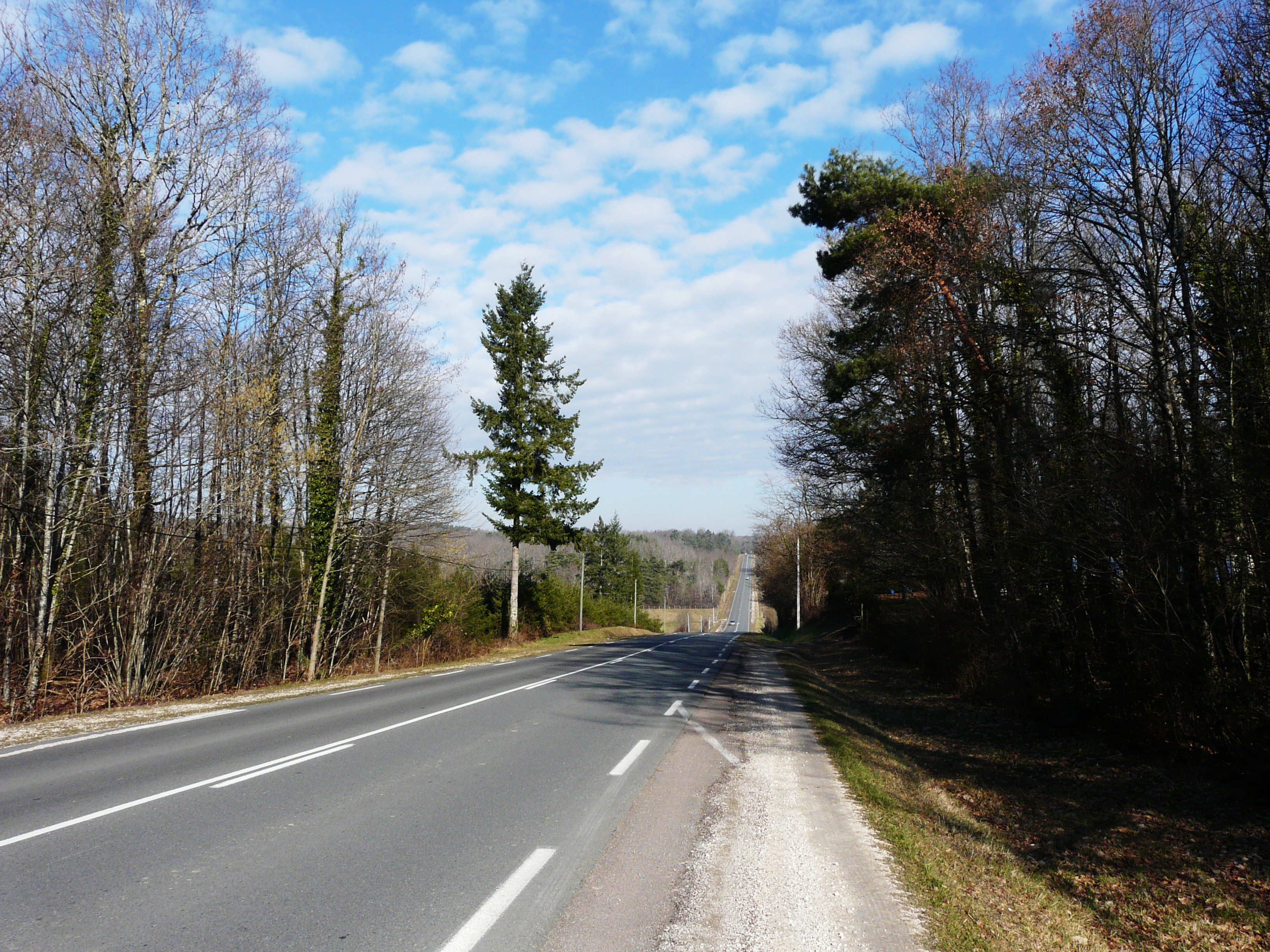
D 675 in Richtung Nontron bei Morelière
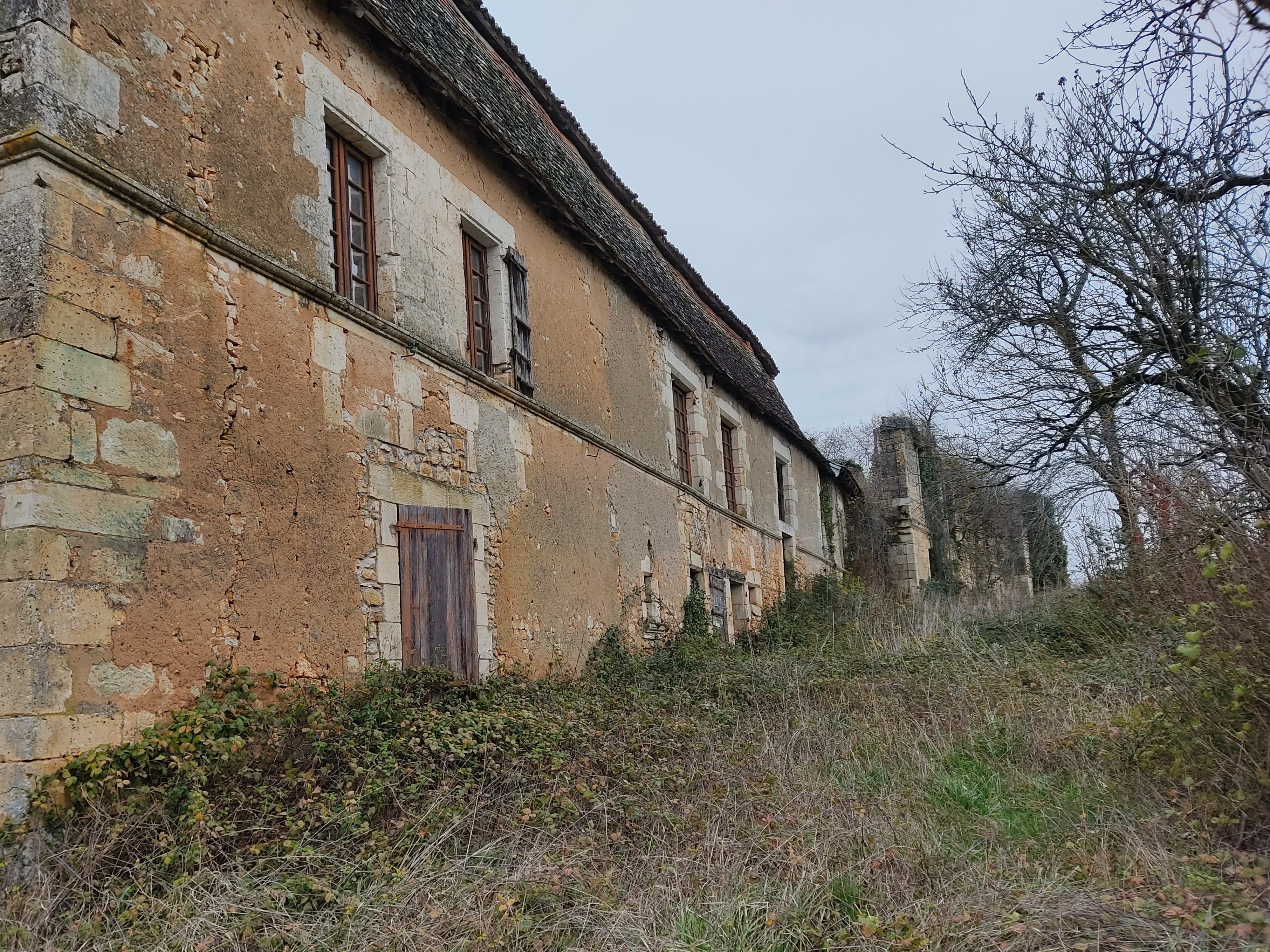
Manoir und zerfallenes Château de l'Age aus dem 18. Jahrhundert
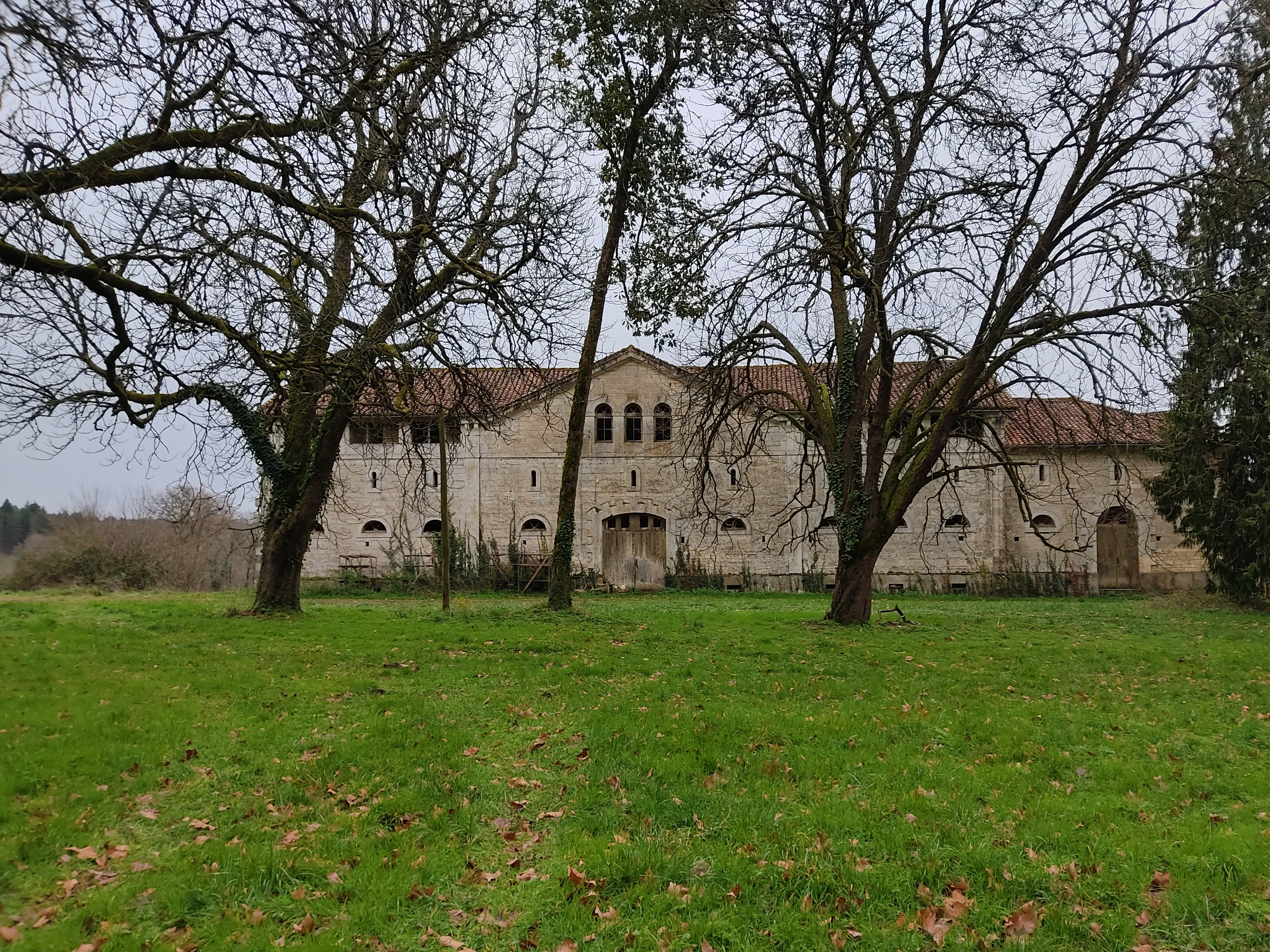
Gebäude des Château de l'Age aus dem 19. Jahrhundert
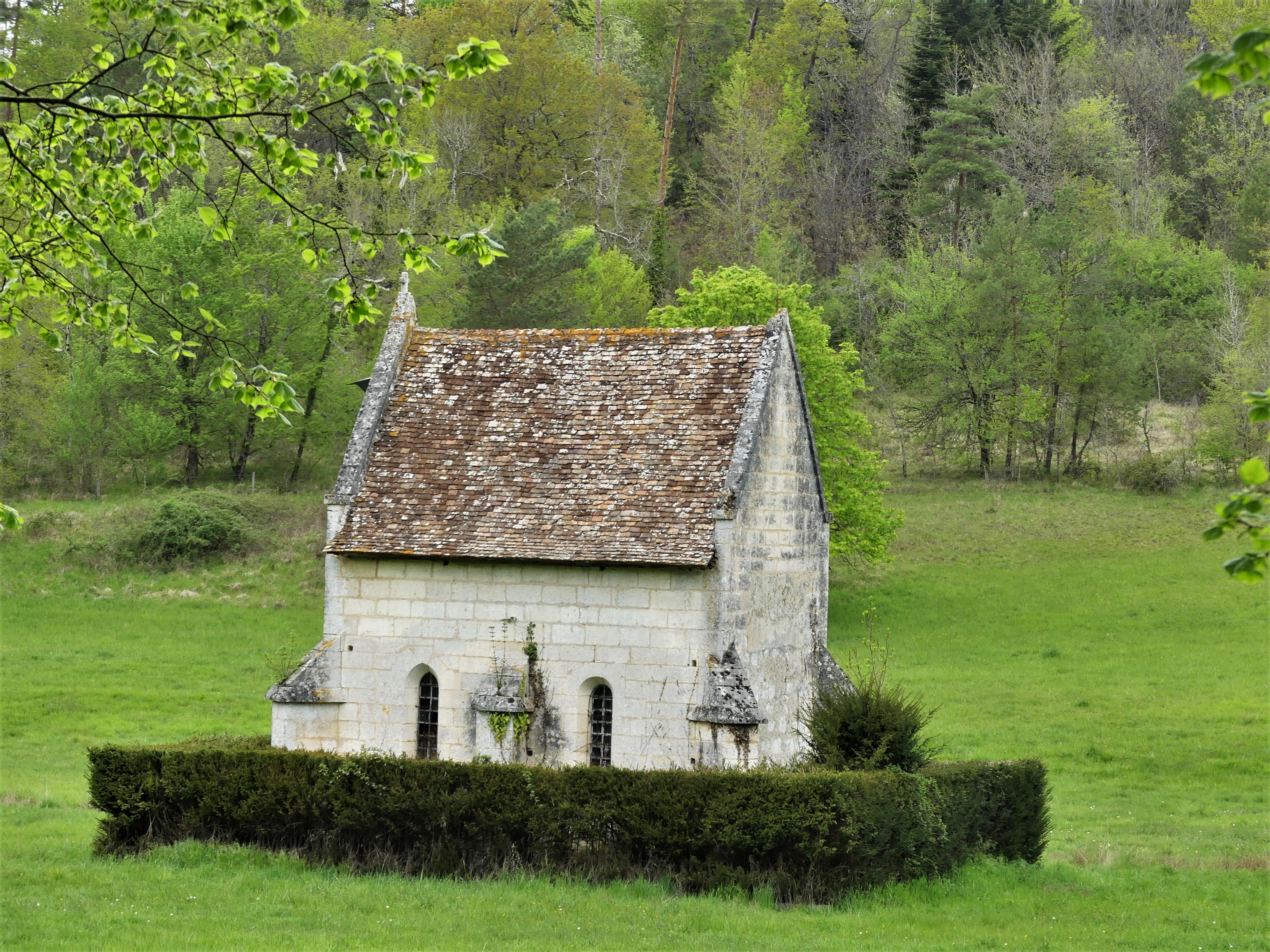
Die Kapelle von La Pouyade
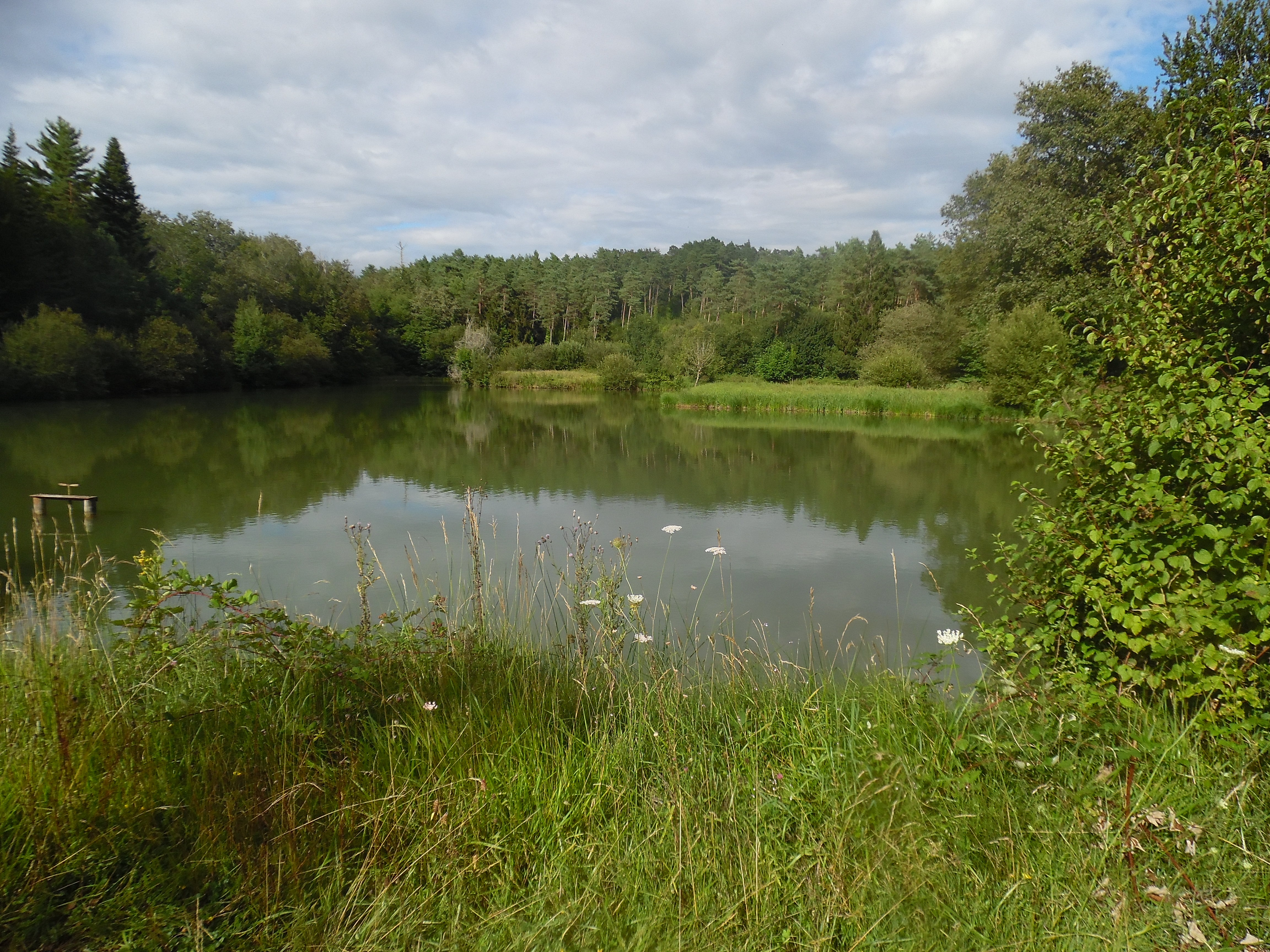
Künstlich angelegter Weiher am Oberlauf des Boulous bei Saint-Angel
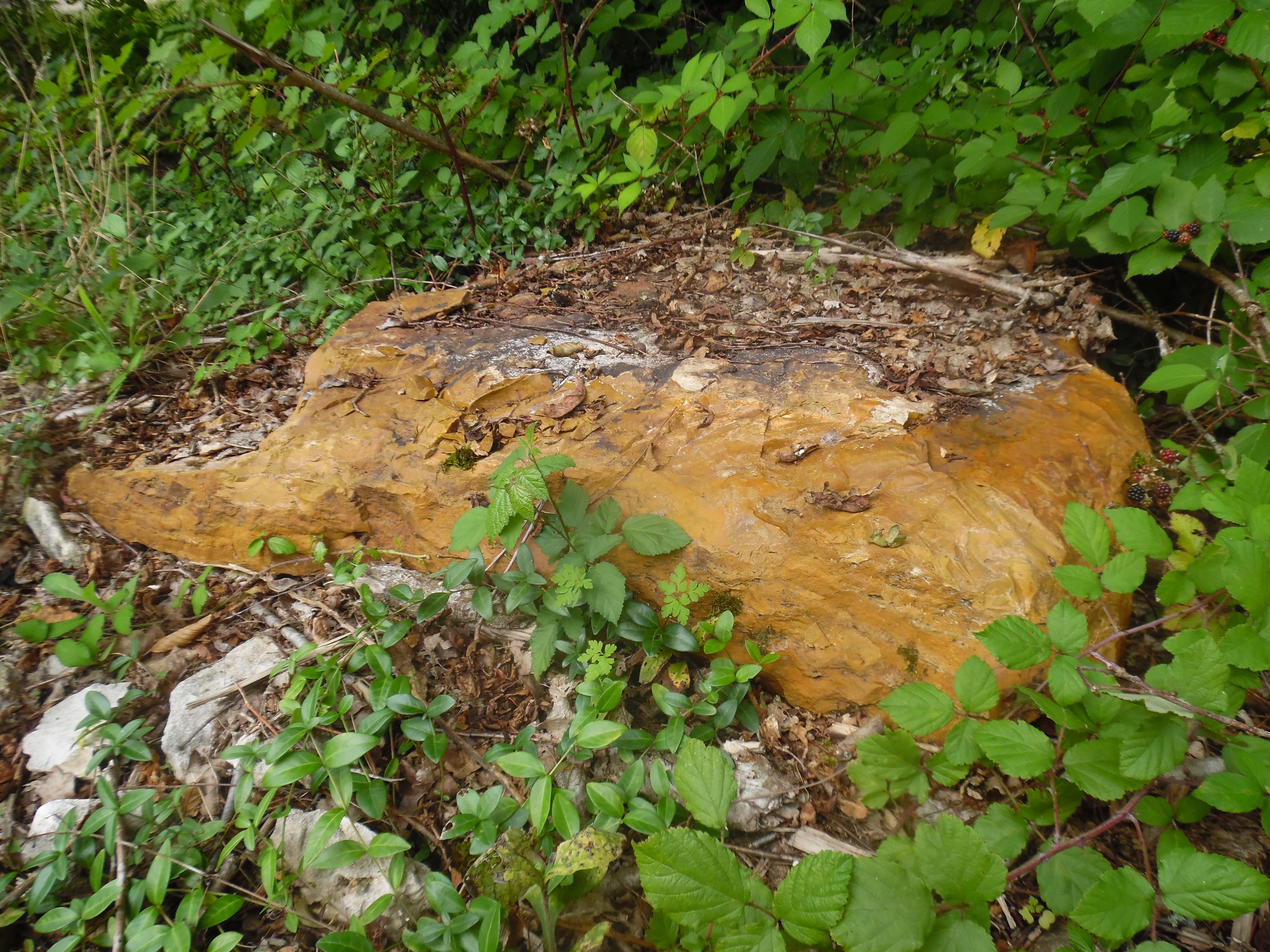
Stark verkieselter Sidérolithique, gefunden am Oberlauf des Boulous bei Saint-Angel
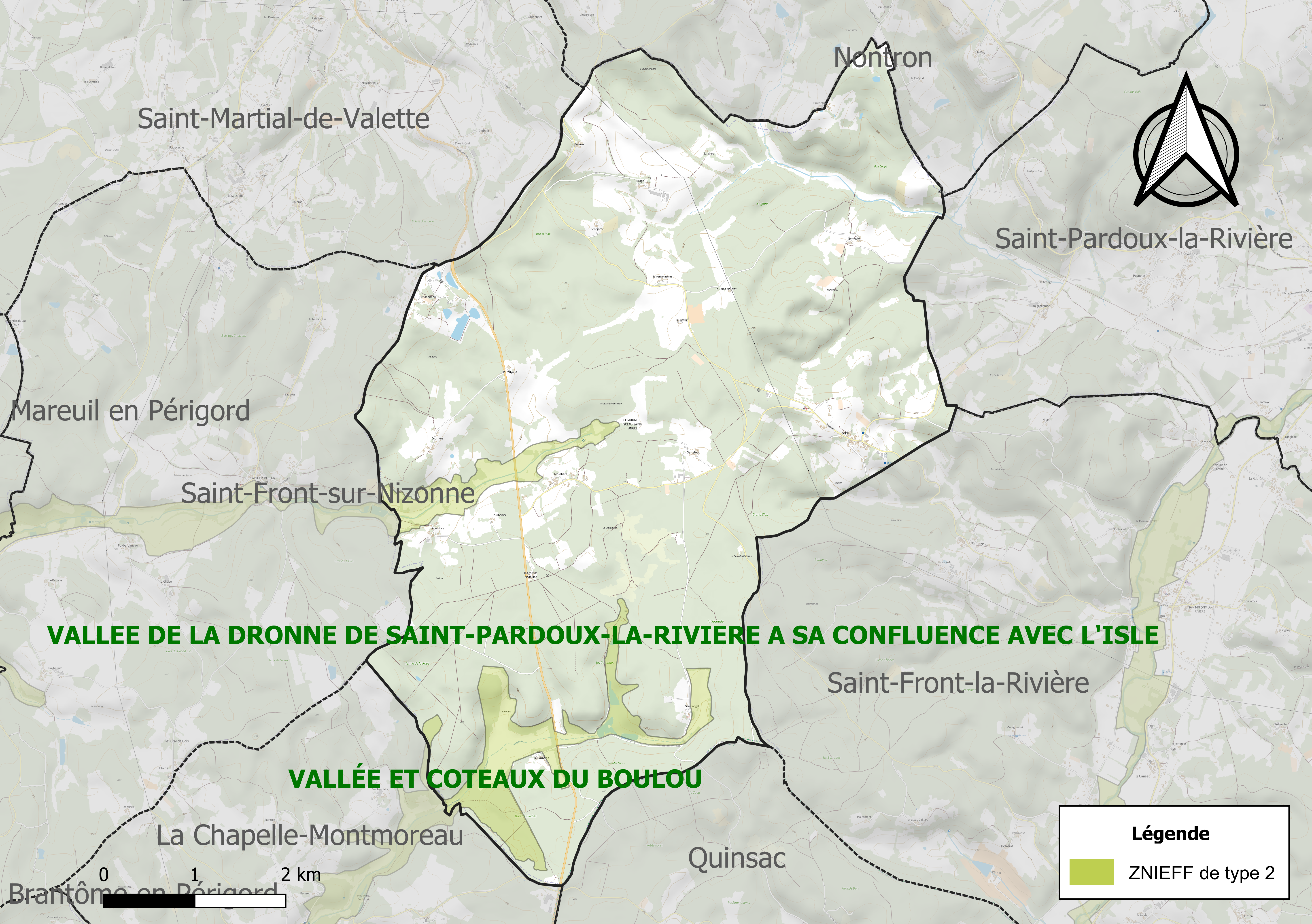
Schutzgebiete des Typus 2